# Замосточье (Витебский район)
Замосточье (бел. Замасточча) — агрогородок в Витебском районе Витебской области Белоруссии и железнодорожная станция на линии Витебск-Орша бывшей Риго-Орловской железной дороги. Посёлок расположен неподалеку от реки Лучосы в 20 км южнее Витебска. Входит в состав Шапечинского сельсовета.
До 2004 года являлся центром ныне упразднённого Замосточского сельсовета.

## История
Первое упоминание о Замосточье — относится к 1874 году. В 1885 году — это бывшее частное владение из 16 дворов в котором насчитывалось 96 жителей. В селе имелась церковь с церковно-приходской школой и магазин. Был распространён кузнечный промысел. Село относилось к Мошканской волости Сенненского уезда Могилёвской губернии.
В 1902 году была открыта железнодорожная линия Витебск — Орша — Могилёв — Жлобин Риго-Орловской железной дороги. В Могилеве был построен вокзал II-го класса, а на остальных станциях (в том числе и в Замосточье) — вокзалы были III-го класса. Вокзал на станции Замосточье был построен в 1904 году и сохранился почти в первозданном виде.
В 1905 году в деревне Замосточье было 19 дворов и 121 житель.
В советское время Замосточье поначалу относилось к Могилевскому сельсовету, а в 1923 году был организован Замосточский сельсовет. Он относился к Витебскому району и центр его находился в деревни Савченки. Затем сельсовет стал относиться к Богушевскому району и центр переместился в деревню Лускинополь, а в 1928 году сельсовет переехал в двухэтажное здание у станции Замосточье.
В 1918 году была единая открыта трудовая школа первой ступени, где учились дети из девяти близлежащих деревень.
В 1929 году в селе был организован колхоз и открыта кузница.
В 1931 году открылась семилетняя школа.
В 1936 году в Замосточье был открыт родильный дом. Им заведовала Софья Ароновна (по другим данным — Елизавета Ароновна) Сорина, младшая сестра Зиновия Ароновича Кисельгофа — музыканта, педагога и фольклориста (собирателя еврейских народных песен), основателя Петроградского еврейского учительского общества, одного из основателей Общества еврейской народной музыки в Санкт-Петербурге, директора национальной еврейской школы и детского дома в Ленинграде.. Родильный дом просуществовал до начала немецкой оккупации.
Кроме того появились детский дом, врачебный участок, почтовое отделение, магазин, заготовительный пункт. Работал леспромхоз.
В 1938—1939 годы строится новое двухэтажное здание школы.
В 1939 году была построена хдебопекарня, снабжавшая хлебом и саму деревню и находящийся поблизости торфозавод «Чернецкий мох».
С началом Великой Отечественной войны Замосточье, как и вся Белоруссия, оказалось под немецкой оккупацией. Многие жители погибли — из ушедших на фронт 305 человек вернулось 122. Немцы разобрали на блиндажи и укрепления здание школы и все жилые дома поблизости от станции; людям приходилось жить в землянках. Из всех окрестных построек уцелело само здание вокзала и один жилой дом. После освобождения началось восстановление деревни; был отстроен сельсовет с библиотекой, почтой и клубом. Сразу же после освобождения начала действовать школа. Поначалу она располагалась в одном из уцелевших домов, а 1947 году началось новое строительство.
В настоящее время в Замосточье имеется животноводческая ферма, мехдвор, АТС, отделение связи, средняя школа, библиотека, детский сад, врачебная амбулатория, два магазина.

## Население
В 1885 году в Замосточье было 16 дворов и 96 жителей.

В 1905 году — 16 дворов и 96 жителей.

В 1926 году — 19 дворов и 121 жителеь.

В 1941 году — 97 дворов, 467 жителей.

В 1969 году — 157 дворов, 427 жителей.

| 1997 | 1999 | 2009 |
| ---- | ---- | ---- |
| 460  | ↗466 | ↗497 |

В 2014 году в Замосточье насчитывалось 186 дворов и 466 жителей.

## Достопримечательности и социально-значимые объекты
- Здание железнодорожной станции постройки начала XX века
- Памятник на братской могиле, в которой захоронены советские воины и партизаны, погибшие в боях Великой Отечественной войны. Обелиск был установлен в 1957 году.
- Памятник на могиле старшего лейтенанта Александра Демьяновича Педько (установлен в 1944 году) — в сквере на станции.
- Обелиск в честь подвига Героя Советского Союза Михаила Ивановича Дружинина (установлен в 1969 году).
- Мемориальная доска, посвященная Герою Советского Союза Владимиру Онуфриевичу Коноваленко (установлена в 1964 году на здании школы, в которой он учился).
- Средняя школа имени В. О. Коноваленко.
- Школьный музей. Изначально это был музей боевой славы, но в 2015 году он был расширен и получил имя «История Замосточья от сохи до интернета».
- Детский сад
- Библиотека
- Амбулатория
- Отделение связи
- Храм пророка Даниила

## Климат
Климат умеренный, с теплым летом и мягкой зимой. Ветры преимущественно северо-западные летом и южные и юго-западные зимой. Дли зимы характерны циклоны и сухая погода.